# McClinton Glacier
McClinton Glacier är en glaciär i Antarktis. Den ligger i Västantarktis. Inget land gör anspråk på området. McClinton Glacier ligger 319 meter över havet.
Terrängen runt McClinton Glacier är platt västerut, men österut är den kuperad. Terrängen runt McClinton Glacier sluttar österut. Trakten är obefolkad. Det finns inga samhällen i närheten.